# Dương xỉ nho
Dương xỉ nho là tên chi Sceptridium thuộc nhóm cây dương xỉ của các thực vật có mạch, không hạt trong họ Dương xỉ lưỡi rắn (Ophioglossaceae). Tên "dương xỉ nho" dịch từ tiếng Anh là grape fern được đặt ra do các cụm bào tử của những loài trong chi này có hình dạng giống với một chùm nho.

## Mô tả
Các loài trong chi có hình thái điển hình của dương xỉ. Chiều cao cây trung bình từ 15 đến 38 cm (6-15 inch), Lá đơn, xẻ thuỳ răng cưa, cuống lá lục nhạt, nhẵn, dễ gẫy. Tuy nhiên cũng có một số loài có mép lá nhẵn (không xẻ thuỳ). Các loài trong chi này mọc ở nhiều nơi thuộc Bắc Mỹ và Châu Âu, có thể dễ bị nhầm lẫn với dương xỉ rắn chuông, cũng thuộc họ Dương xỉ lưỡi rắn (Ophioglossaceae) thường có lá với nhiều lông nhỏ, thường xanh. Các loài trong chi phân bố rộng rãi ở rừng, đồng ruộng, và chỉ phát triển ở nơi không có ánh sáng gắt vì là cây ưa bóng.

## Các loài
Các loài Sceptridium và các từ đồng nghĩa Botrychium của chúng bao gồm:
- Dương xỉ nho rụng lá (cut-leaved grape-fern)[5]
= Botrychium dissectum Spreng. 1804
= Botrychium obliquum Muhl. 1810[6]
- Dương xỉ nho Alabama (Alabama grape-fern)
= Botrychium jenmanii Underw. 1900
= Botrychium alabamense Maxon 1906[7]
- Dương xỉ nho lá dai (leather grape-fern)[5]
= Osmunda multifida S.G. Gmel. 1768
= Botrychium silaifolium C.Presl 1825
= Botrychium multifidum (S.G. Gmel.) Rupr. 1859
= Botrychium coulteri Underw. 1898
= Botrychium californicum Underw. 1905[8]
- Dương xỉ nho lá nhẵn (blunt-leaved grape-fern,[5] northeastern North America)[9]
= Botrychium oneidense (Gilbert) House 1905[10]
- Dương xỉ nho ba lá (ternate grape-fern)[5]
= Botrychium rugulosum W.H.Wagner 1982[11]
- Dương xỉ nho vùng đảo (island grape-fern)[12]
= Botrychium subbifoliatum Brack. 1854[13]

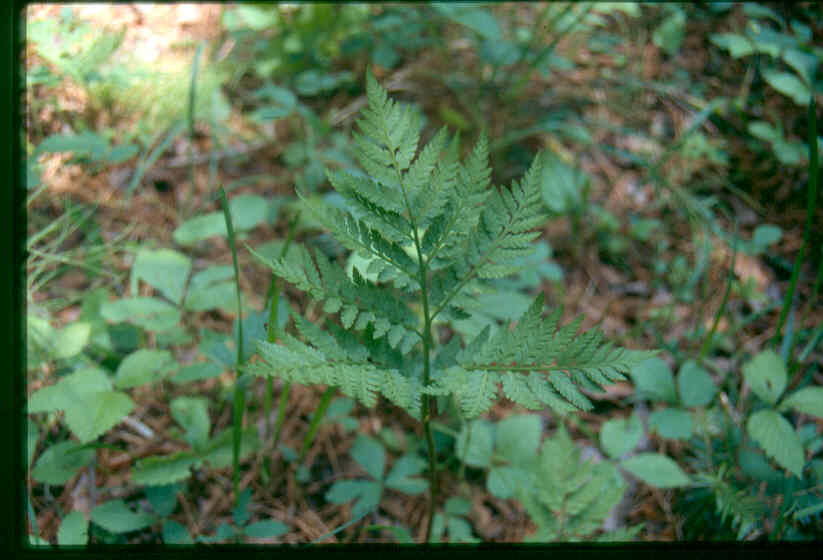
Botrychium virginanum
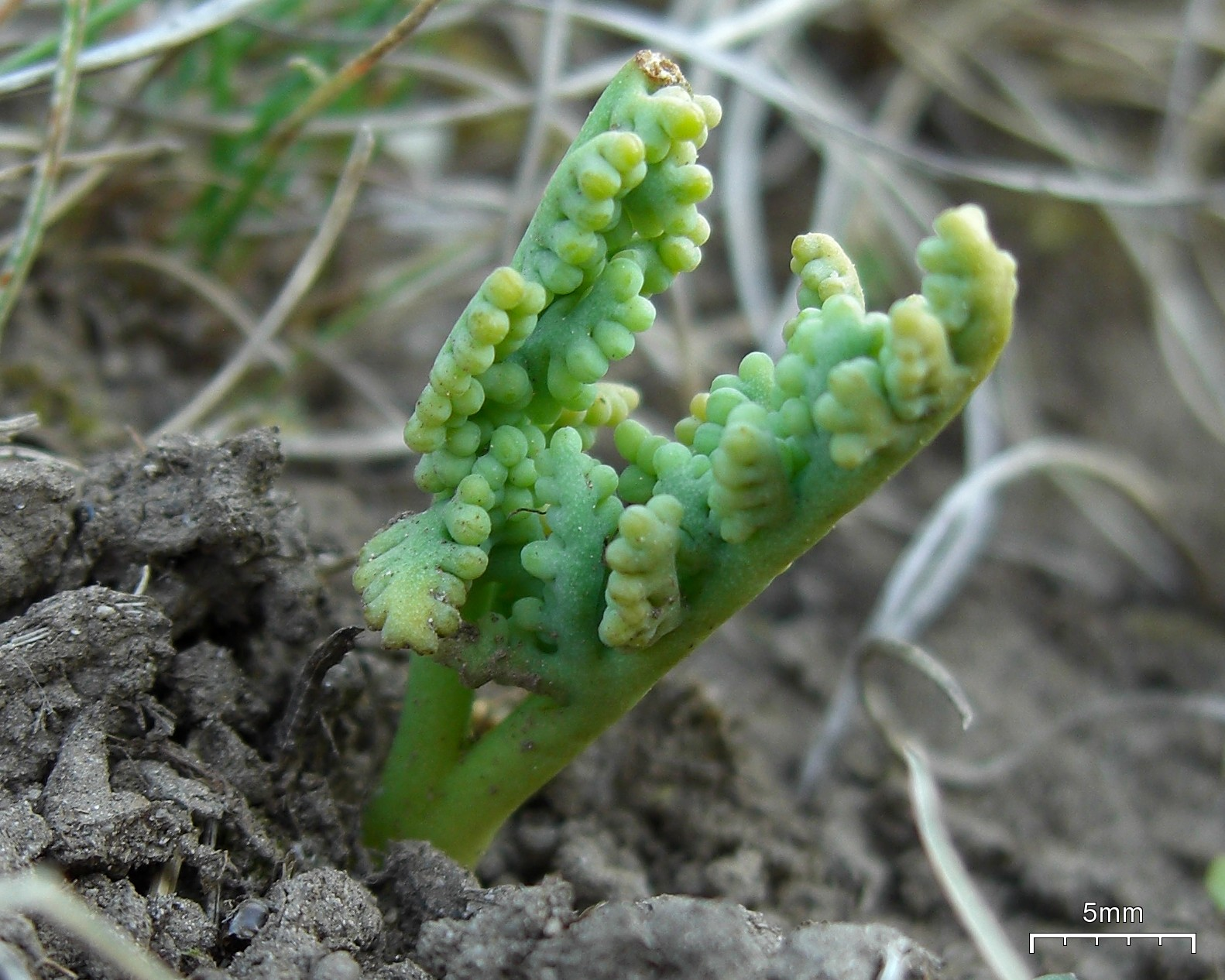
Botrychium paradoxum
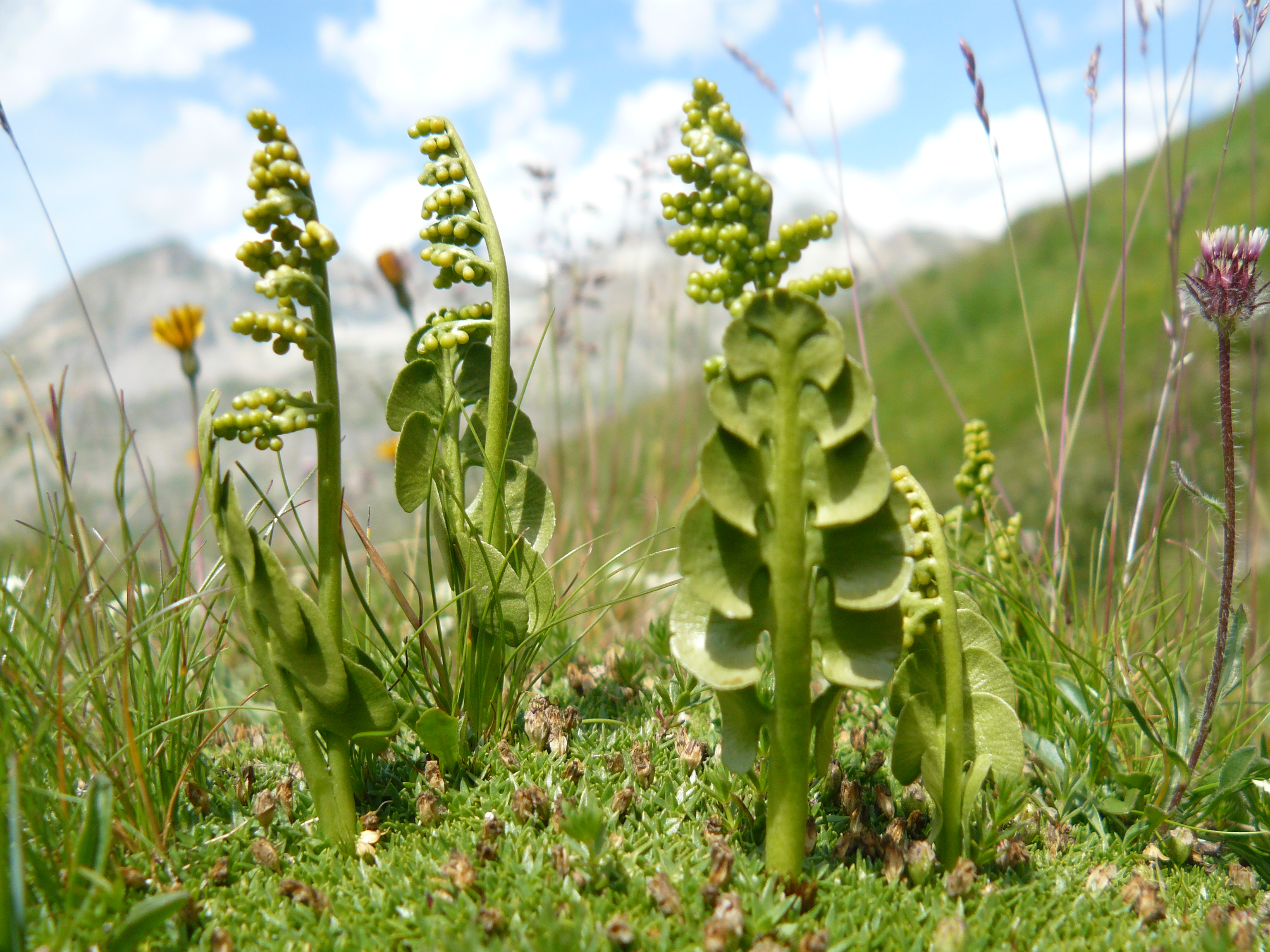
Botrychium lunaria
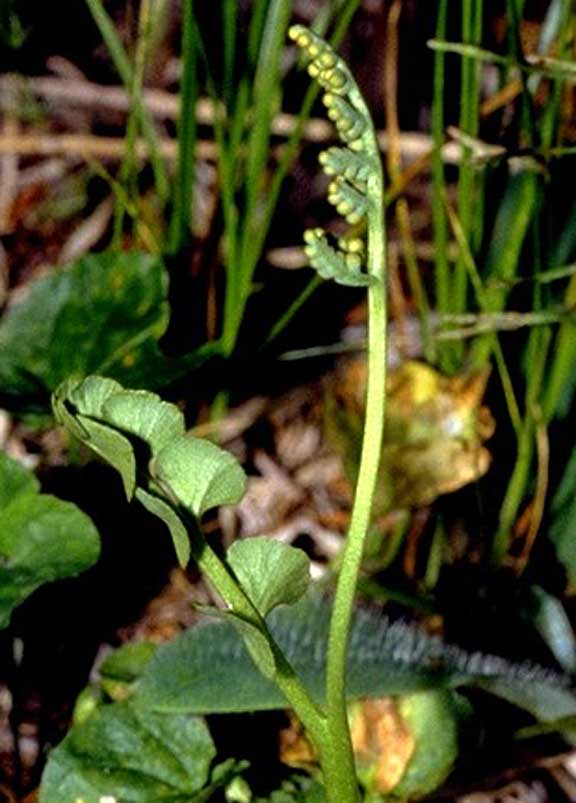
Cụm bào tử Botrychium.